# レンフェ446系電車
レンフェ446系電車（れんふぇ446けいでんしゃ）は、スペインの国有鉄道・レンフェ（Renfe）の電車。

## 導入までの経緯
1980年代初頭、スペイン経済の発展に伴う同国諸都市の膨張への対処が課題となっていた。そこで、郊外に建設される住宅地と都市中心部を結ぶ郊外電車・セルカニアスの運行を始めることとなり、従来から近・中距離電車に使用されていた440系電車を充当させることとなった。しかし、440系電車は1両あたりの乗客用の乗降扉の数が側面につき2枚、車内の座席配置は革張りのクロスシート、電動車の主電動機のギア比も駅間の距離が一定以上の区間に適した設定となっており、多くの乗客を捌く必要のある郊外電車の運用に必ずしも適しているわけではなかったため、440系の車体設計を基礎として、側面の乗降扉を3枚とした445系電車を1984年に試作。445系は適切な状況下における試験で成功を収め、その成果から445系を基礎として、より洗練されたデザインの電車を導入することとなり、それにより1989年に誕生したのがこの446系である。

## 車両の概要
一編成は3両で、両端の先頭車が電動車（M）、中間車が付随車（R）のいわゆる2M1T編成を構成し、440系電車などのいわゆる1M2T編成と比べて加速する時間を短縮。また、製造時期により、一次車・二次車・三次車に分類される。

### 車体
車体は鋼製で、側面の乗降扉は両開き式3枚。前面の運転室部分はFRP製で、衝突の際に発生する衝撃を吸収する設計となっているほか、前面貫通扉を設けないことによって運転士の視界を拡大している。同部分の窓上には行先を表示するLED装置が設置されている。
扉の開閉駆動装置は製造時期により異なり、一次車および二次車は空気式、三次車では電気式となっている。
窓は固定式の二重の反射ガラス。各車両の床下は、台車部分を除いて簡易的なボディマウント構造を採用している。

### 車内
車内の座席配置はセミクロスシートで、乗降扉横のロング部分の座面は跳ね上げてたたむことが可能。天井には行先表示を行うLEDモニターや冷房の吹き出し口が設置されており、照明はそれと一体化するように雰囲気の間接的なものとなっている。

### そのほかの機器類
パンタグラフは付随車の屋根に2基、空気圧縮機と冷房ユニットは付随車の床下に設置。

### 台車
台車はボルスタレスの空気ばね式で、快適な乗り心地を実現。

### 電気機器
主電動機はゼネラル・エレクトリック社がスペインに保有する子会社、ヘネラル・エレクトリック・エスパーニャ（GEE）において設計された、1機あたり300 kWの出力を有するGEE 326 A2を搭載し、起動加速度3.6 km/h/s、最高速度100 km/hの性能を発揮させる。
制御装置は日本の三菱電機の技術を活用したAVFチョッパを採用し、従来の車両に比べて消費するエネルギーの両が削減されている。
また、車内の電源を供給する補助電源装置は静止型インバータを各電動車に搭載する。
本形式は、増備車にあたる447系電車も含め最大3編成から4編成を併結して運用することが可能であるが、447系電車と併結する場合は両形式の主電動機ギア比の違いから、力行とブレーキの面でいくつかの制約を受ける。

### ブレーキ装置
通常使用する電気指令式空気ブレーキのほか、発電ブレーキおよび回生ブレーキを搭載する。そのため、電動車の屋根には発電ブレーキ用の抵抗器が設置されている。

## 運用
1987年に一次車50編成が、翌1988年には二次車50編成が発注され、1989年に一次車が落成し、同年11月よりマドリードへ投入された。続いて、1991年にバルセロナへ、翌1992年には万国博覧会の開催に合わせてセビージャへ、さらに同年内にはマラガとビルバオにも投入されるなど、運用範囲を拡大。一次車のうち、最初期に落成した編成は前面を黄色、車体側面を白色で塗装し、車体側面下側に灰色と赤色の線を入れた塗装を纏っていたが、落成後すぐにセルカニアス専用の赤色と白色を基調とした塗装が誕生したことにより、最初期以降に落成した車両と同様のこの塗装へ塗り替えられた。
その後もコルドバ、セゴビア、サン・セバスティアン、バレンシアやサンタンデールと運用範囲を拡大していき、上記各都市の駅間距離1から2 km、およびそれ未満の区間において運用されたが、コルドバ、バレンシアおよびバルセロナなどにおいては、駅間距離が長い区間が多く、本形式はそのような運用に適していないことから、それらの都市においての運用に適した447系電車へ運用を譲り、退いた。
また、2005年にレンフェの上下分離が行われた際、列車の運営を行うことになったレンフェ・オペラドーラは、登場から15年前後が経過した本形式に対し、寿命を延ばすための体質改善工事の施行を始めた。内容は、老朽化した各電気機器の修繕・交換や、車内のリニューアルなど多岐にわたり、同時に塗装を従来のセルカニアスの白色と赤色を基調にしたものから、そこにレンフェ・オペラドーラのシンボルカラーである紫色を足して配置換えをしたものへ変更した。
マドリード、セビージャ、ビルバオ、サン・セバスティアンにおいては引きつづき運用されており、登場から20年以上が経過したことからさらなる体質改善工事が施行されることとなり、工事は447系電車と並行して2009年から2014年にかけて行われ、車いすの乗客などが楽に乗車できるようにバリアフリー面での改良や、乗降扉が閉まるときの音響と表示灯の改良、LEDモニターなどサインシステムの更新、便所の設置などがなされた。また、2010年代中盤からは、車内天井の蛍光灯のLED灯への交換や、座席のモケット張替え、網棚の撤去などの内容の新しい工事が施行されている。
なお、2004年3月11日にマドリードで発生した列車爆破テロ事件により、本形式の3編成が2編成の450系電車とともに車体に大きな被害を受けて廃車となったほか、2010年代後半より、余剰となった一部の編成が運用から離脱している。

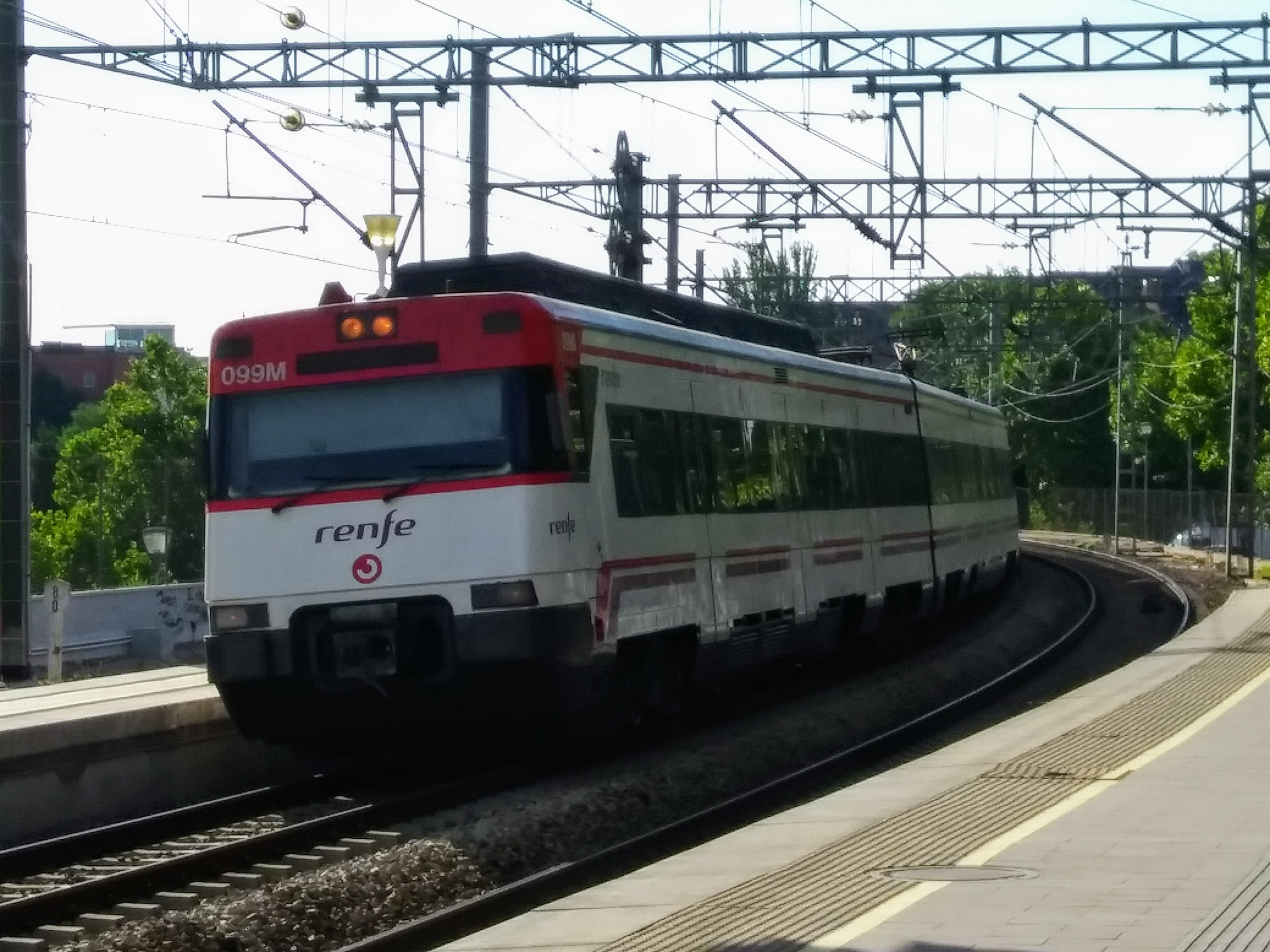
マドリードの446系電車 セルカニアス・レンフェ・オペラドーラ塗装
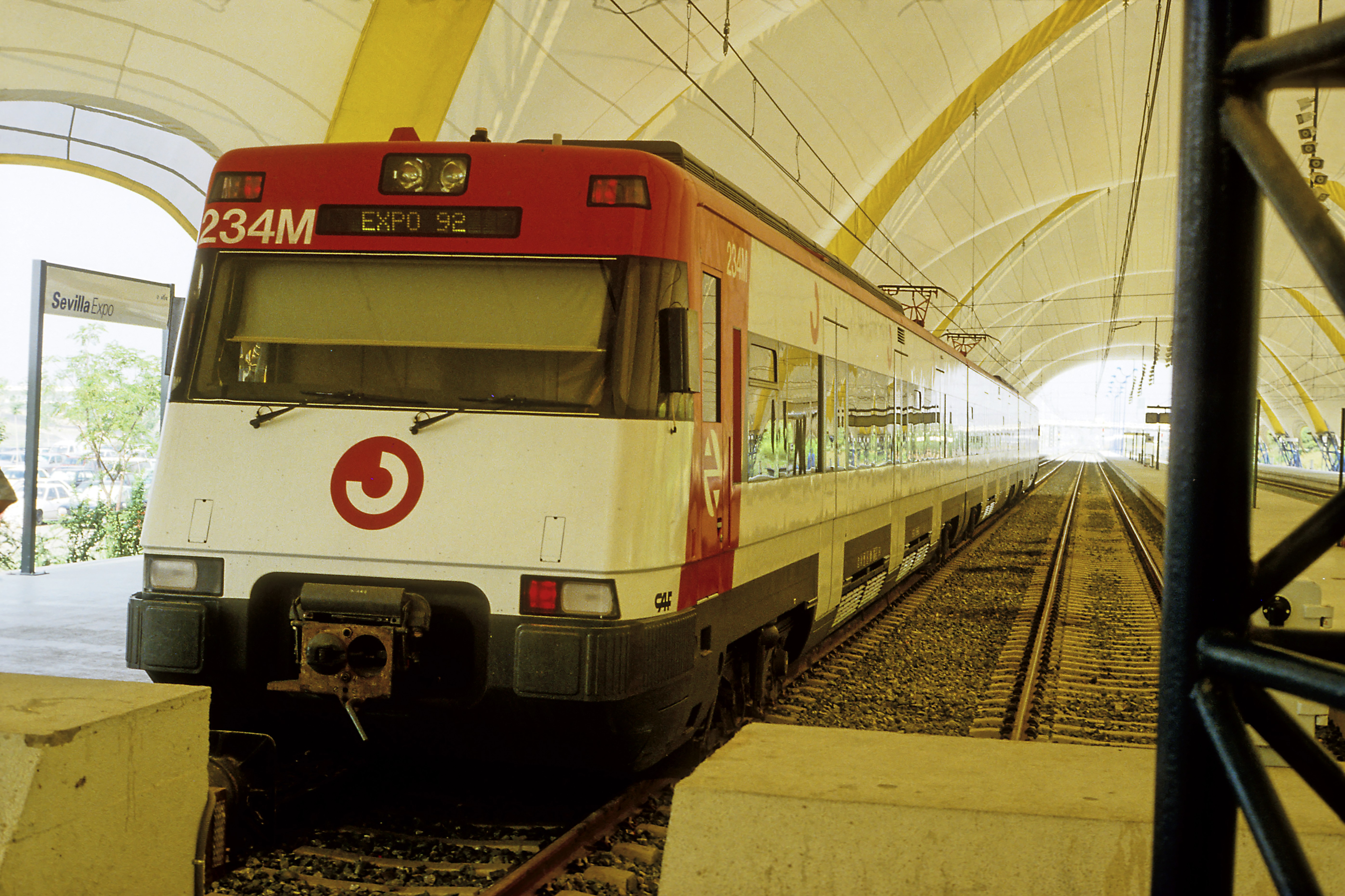
セビージャの446系電車 セルカニアス塗装
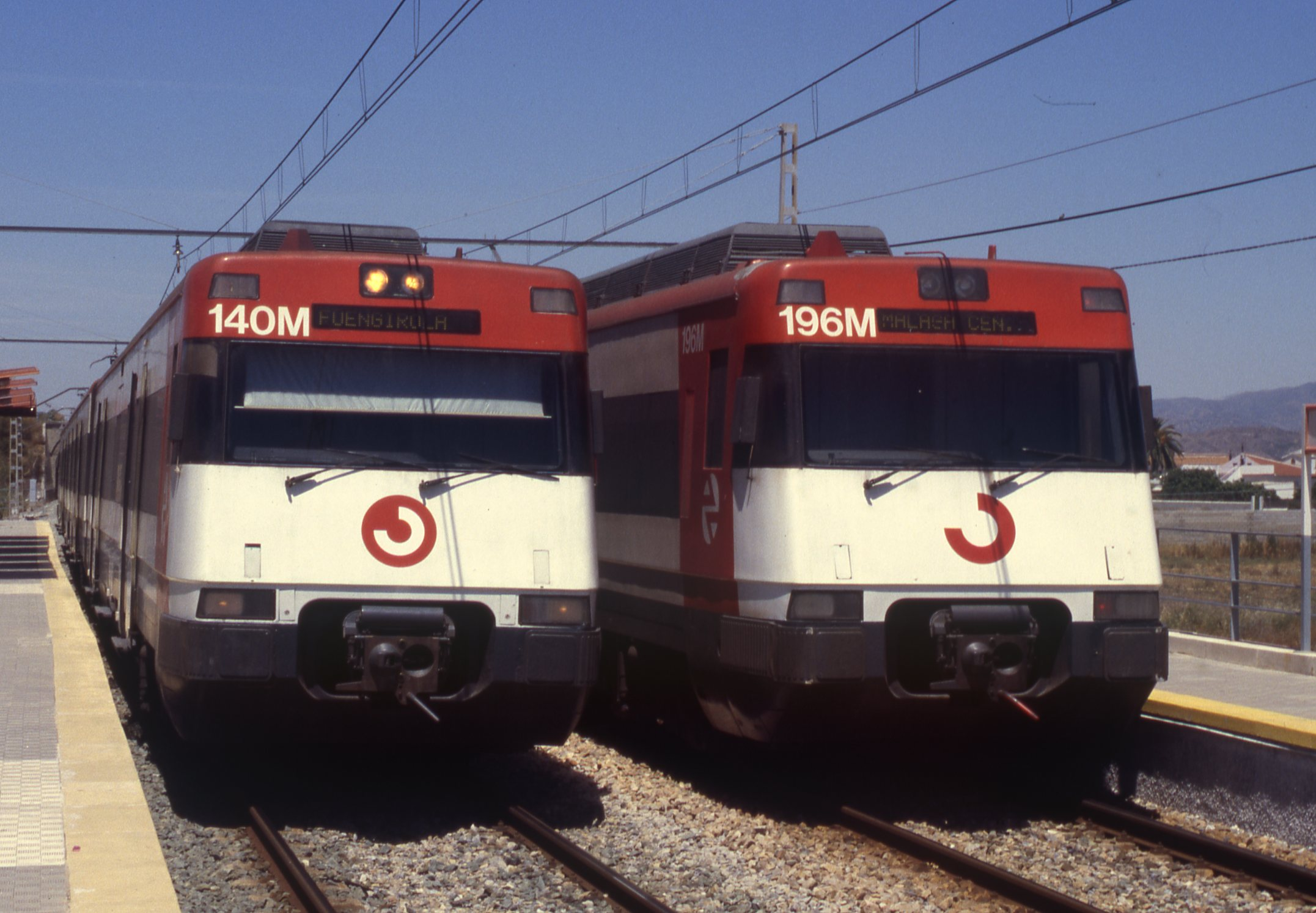
マラガの446系電車 セルカニアス塗装にはいくつかの小さな差異が存在する